# Antonio Calegari
Pour les articles homonymes, voir Calegari.
À ne pas confondre avec le compositeur Antonio Calegari (en).
Antonio Calegari, né à Brescia le 2 octobre 1699 et mort dans la même ville le 15 juillet 1777, est un sculpteur baroque italien du XVIIIe siècle. Fils de Santo Calegari, dit l'Aîné, il est le membre le plus représentatif de la famille Calegari de sculpteurs et son œuvre a été très importante pour la sculpture baroque du XVIIIe siècle à Brescia.

## Biographie

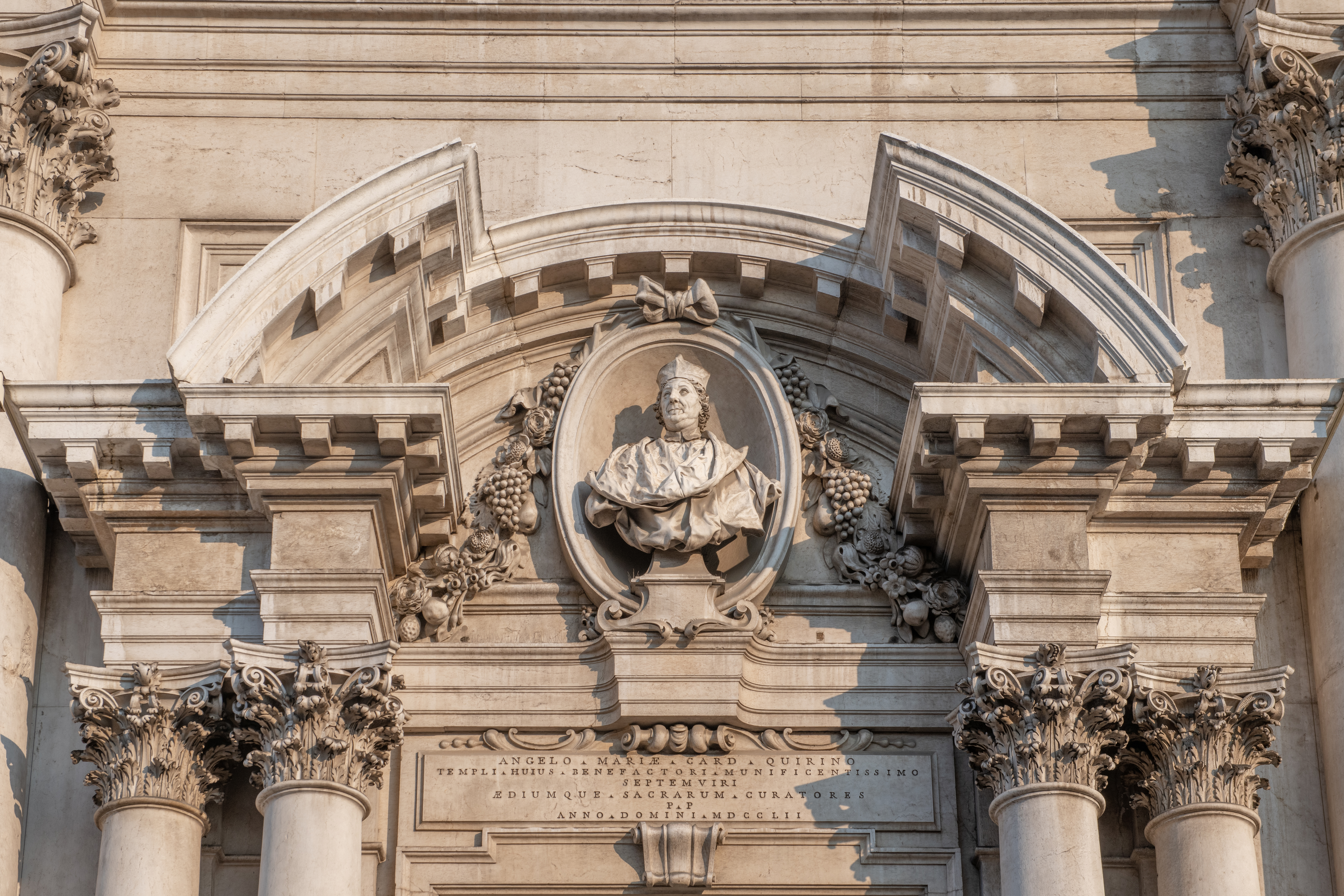
Buste du cardinal Querini à la cathédrale de Brescia.

Antonio Calegari, né à Brescia en 1699, est le premier fils de Santo Calegari, dit l'aîné, un tenancier d'atelier de sculpture à Brescia, originaire de Lugano. Il aurait supposément des origines tessinoises. Son père, qui avait appris la sculpture d'un élève de Alessandro Algardi, maîtrisait de nombreuses techniques et était un excellent dessinateur et graveur. Comme dans plusieurs entreprises familiales, les enfants prennent la relève des parents, et c'est donc le cas pour Antonio et son frère Alessandro, qui doivent très tôt travailler à l'atelier de leur père. Durant ses stages artistiques, il visite notamment Venise, Milan et Rome, mais n'a pas eu de vraie éducation en dehors de Brescia.
Le 3 août 1719, Santo est tellement malade qu'il doit appeler son exécuteur testamentaire pour le rédiger. Il meurt peu de temps après, laissant ses enfants à eux-mêmes, dont Antonio, qui doit s'occuper de son frère plus jeune. L'entreprise qu'hérite Antonio n'est pas très rentable, à part pour les commandes régulières des familles notables de Brescia. En 1720, Antonio se marie, et donne naissance en 1721 à Santo Calegari, qui sera rejoint par un frère, Luca Giuseppe.

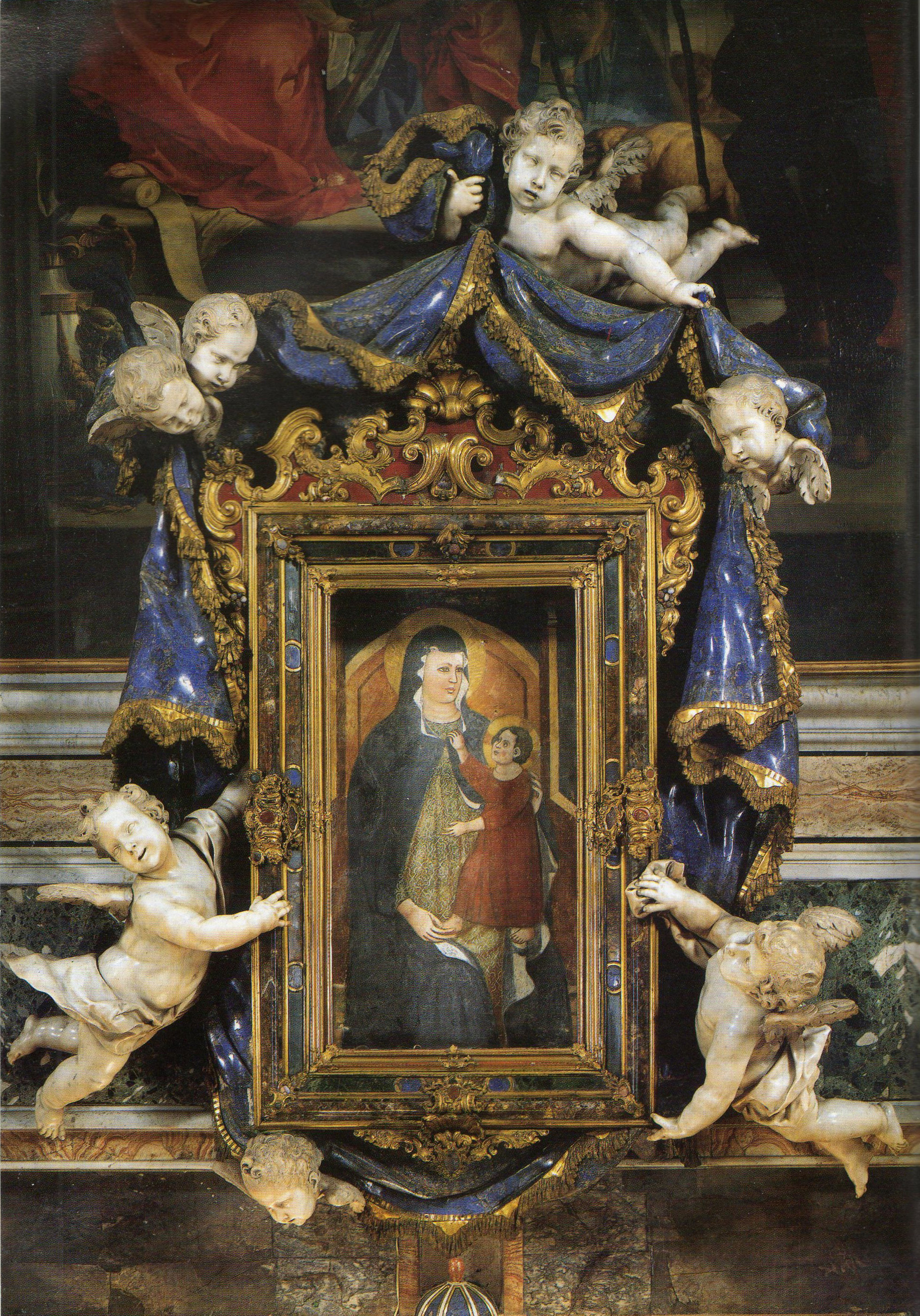
Cadre entourant la Madone de la Providence dans l'Église San Lorenzo de Brescia.

Le vent tourne pour l'entreprise d'Antonio en 1727, quand un nouvel évêque est nommé à Brescia, le cardinal Angelo Maria Querini. Ce dernier remet des grands projets de construction en marche, comme celui de la nouvelle cathédrale de Brescia. Avec la relance, de nombreux maîtres des grandes villes arrivent à Brescia et permettent aux artistes locaux comme Antonio de s'adapter. Cependant, c'est seulement vers le milieu des années 1730 qu'Antonio parvient à convaincre son entourage et son mécène Querini de lui remettre des commandes. La construction d'un monument pour le cardinal, certes d'une importance mineure, permet de faire remarquer Antonio. Il devient donc plutôt bien apprécié et commence à recevoir plus de requêtes, qu'il ne peut en compléter par lui-même.
Vers 1741, son frère Alessandro revient à Brescia, après avoir été plâtrier pendant un certain temps en Allemagne. Il est très actif à Brescia, mais presque aucune de ses œuvres n'a été inventoriée, étant de simples décorations. Seuls deux œuvres subsistantes montrent qu'Antonio a travaillé au stuc, un relief mural sur la bibliothèque Querini (de), et deux lions au palace familial. Vers 1735, il reçoit tellement de commandes pour des sculptures en marbre colossal qu'il ne peut s'occuper de ses plus petites commandes. On pense aussi qu'Antonio aurait œuvré au bronze, ce qui n'est pas confirmé.
Dans sa quarantaine, Antonio était rendu très réputé, non seulement à Brescia, mais dans la région entière, et il est appelé à œuvrer notamment à Crémone et à Bergame. Il avait alors plusieurs ateliers, dont un à Crémone. Antonio a travaillé jusqu'à sa mort, à l'âge de 77 ans, ou 78 ans selon certaines sources qui placent sa naissance en 1698. Il est enterré à l'église Saint-Nazaire-et-Saint-Celse de Brescia.

## Œuvres
Liste non-exhaustive de ses sculptures :

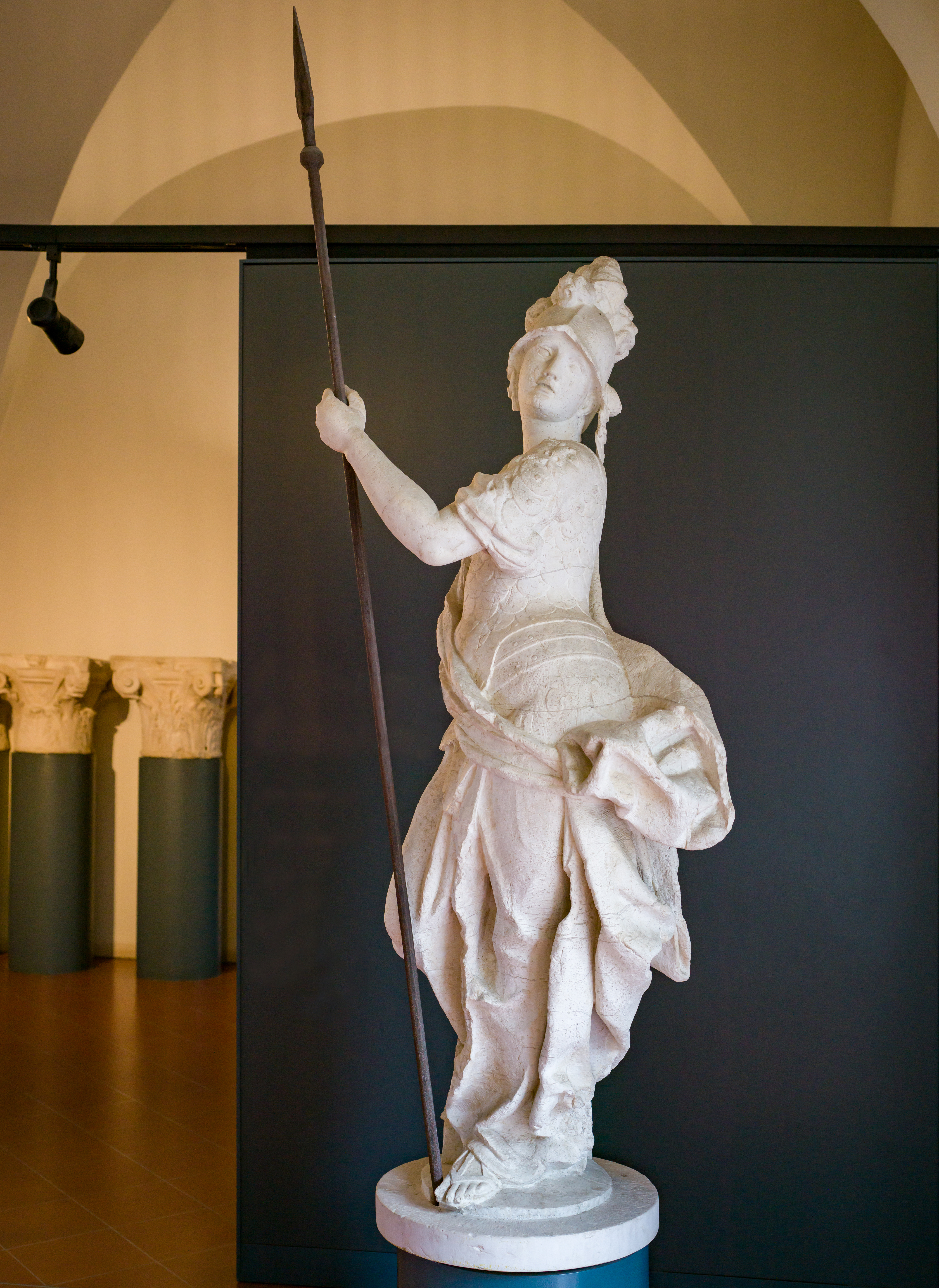
Brescia armata Musée de Santa Giulia (it)